# Giovani dos Santos
Giovani dos Santos Ramírez (Monterrey, 11 mei 1989) is een Mexicaans voormalig voetballer die doorgaans als aanvaller of aanvallende middenvelder speelde. Hij speelde tussen 2007 en 2018 in het Mexicaans voetbalelftal . Dos Santos is een zoon van de Braziliaanse voormalige profvoetballer Zizinho. Zijn broer Jonathan dos Santos is eveneens betaald voetballer.

## Clubcarrière

### Jeugd
Dos Santos begon als voetballer bij Rayados de Monterrey. In 2001 werd hij op 12-jarige leeftijd door scouts van FC Barcelona opgemerkt tijdens een internationaal toernooi in zijn geboortestad. Een jaar later verhuisde de familie Dos Santos naar de Catalaanse hoofdstad, waar Giovani samen met zijn jongere broer Jonathan een grote sensatie werd in de jeugdelftallen van FC Barcelona. Dos Santos werd vergeleken met zijn ex-clubgenoten Ronaldinho en Lionel Messi. Tot halverwege 2004 speelde Dos Santos samen met Messi in de Juvenil A. In de zomer van 2005 speelde Dos Santos zijn eerste wedstrijd voor Barça B, het tweede elftal van FC Barcelona. In het seizoen 2005/2006 speelde de Mexicaanse aanvaller nog voornamelijk voor Juvenil A. Hij was samen met Bojan Krkić de ster van het team dat in 2006 zowel de Copa del Rey Juvenil als het kampioenschap in de División de Honor won. Vanaf het seizoen 2006/2007 had Dos Santos een vaste plek in de selectie van Barça B.

### FC Barcelona
Tijdens de voorbereiding voor het seizoen 2006/07 werd hij bovendien door trainer Frank Rijkaard bij het eerste elftal gehaald. Dos Santos speelde in de oefenwedstrijden tegen Aarhus GF, Club Tigres en Chivas de Guadalajara. De Mexicaans scoorde in zijn debuutwedstrijd tegen Aarhus GF (0-3) direct. Op 24 april 2007 speelde Dos Santos de tweede helft van een vriendschappelijke wedstrijd tegen het Egyptische Al-Ahly. Zijn officiële debuut was op 31 mei 2007 in de halve finale van de Copa de Catalunya tegen Gimnàstic de Tarragona. Dos Santos scoorde tweemaal. Uiteindelijk werd de Mexicaan in juli 2007 door Rijkaard definitief overgeheveld naar het eerste elftal. Op 2 september speelde Dos Santos zijn eerste wedstrijd in de Primera División. In de wedstrijd tegen Athletic de Bilbao verving hij een halfuur voor tijd Thierry Henry. Op 19 september speelde Dos Santos zijn eerste wedstrijd in de UEFA Champions League. In de thuiswedstrijd tegen Olympique Lyon verving hij elf minuten voor tijd Xavi Hernández. Zijn eerste doelpunt in de Primera División maakte Dos Santos op 17 mei 2008 tegen Real Murcia. In dezelfde wedstrijd zou de Mexicaan nog tweemaal scoren. Dit alles vond plaats tijdens het afscheidsduel van trainer Frank Rijkaard. De jongeling kwam tijdens zijn eerste seizoen in de hoofdmacht tot 28 wedstrijden waarin hij driemaal scoorde.

### Tottenham Hotspur
Tijdens de daaropvolgende zomer vertrok Dos Santos bij FC Barcelona en tekende hij een contract bij Tottenham Hotspur. Met de transfer ging een bedrag van zes miljoen euro gepaard. De Mexicaan tekende een contract voor vijf jaar. Reden voor het vertrek bij Barcelona was de druk die Dos Santos op zijn schouders voelde van de Catalaanse fans en de Spaanse pers. Bij de Londense club wist hij echter weinig indruk te maken. Manager Harry Redknapp deed slechts sporadisch een beroep op de Mexicaan. Tijdens de eerste seizoenshelft maakte hij zes keer zijn opwachting, waarvan viermaal als invaller. Dos Santos werd in maart 2009 verhuurd aan Ipswich Town.
In de Championship scoorde Dos Santos vier keer in acht wedstrijden.
Dos Santos wist geen basisplaats te veroveren bij de Spurs. In september 2009 was er interesse Deportivo La Coruña dat door een uitspraak van de Spaanse bond als uitzondering één speler mocht aantrekken buiten de transferperiode. Tot een overgang kwam het niet. Omdat de perspectieven bij de Spurs ongunstig waren voor Dos Santos, werd de Mexicaan begin 2010 opnieuw verhuurd. Ditmaal aan Galatasaray, waar hij werd herenigd met zijn voormalige coach Frank Rijkaard.
Op 31 januari maakte Dos Santos zijn debuut toen hij in de 69e minuut inviel tegen Denizlispor.
Op 31 januari 2011 werd hij door Tottenham opnieuw verhuurd, ditmaal aan Racing Santander. Hij mocht daar tot het eind van het seizoen blijven. Hij was behoorlijk succesvol bij Racing Santander, had vaak een basisplaats en wist ook nog eens regelmatig het doel te vinden.

### Villareal CF
Dos Santos tekende in juli 2013 een contract bij de Spaanse promovendus Villareal CF voor vier jaar. Hij vertrok bij RCD Mallorca, die na het seizoen 2012/13 uit de Primera División degradeerde. Bij Mallorca speelde Dos Santos bijna dertig competitiewedstrijden. Voor Villarreal maakte hij op 19 augustus 2013 zijn debuut, in de competitiewedstrijd tegen UD Almería. Spelend met het rugnummer 9 maakte hij in de 83e minuut een 2-1-achterstand goed. Twee minuten later boog Jonathan Pereira op aangeven van Dos Santos het gelijkspel om in een 2-3-winst.

### Los Angeles Galaxy
Op 15 juli 2015 tekende Dos Santos een contract tot medio 2019 bij LA Galaxy, dat hem overnam van Villareal. Zijn debuut, en eerste doelpunt, maakte hij op 6 augustus 2015 tegen Central FC, een wedstrijd in de CONCACAF Champions League. Drie dagen later maakte hij tegen Seattle Sounders zijn competitiedebuut voor LA Galaxy. Hij maakte in die wedstrijd, die met 3–1 door LA Galaxy gewonnen werd, één doelpunt en gaf een assist.

## Clubstatistieken
| Seizoen     | Club               | Competitie         | Competitie | Competitie | Competitie | Beker | Beker | Beker | Internationaal | Internationaal | Internationaal | Totaal | Totaal | Totaal |
| Seizoen     | Club               | Competitie         | Wed.       | Dlp.       | Ass.       | Wed.  | Dlp.  | Ass.  | Wed.           | Dlp.           | Ass.           | Wed.   | Dlp.   | Ass.   |
| ----------- | ------------------ | ------------------ | ---------- | ---------- | ---------- | ----- | ----- | ----- | -------------- | -------------- | -------------- | ------ | ------ | ------ |
| 2006/07     | FC Barcelona B     | Segunda División B | 27         | 6          | 0          | —     | —     | —     | —              | —              | —              | 27     | 6      | 0      |
| Club Totaal | Club Totaal        | Club Totaal        | 27         | 6          | 0          | 0     | 0     | 0     | 0              | 0              | 0              | 27     | 6      | 0      |
| 2007/08     | FC Barcelona       | Primera División   | 28         | 3          | 7          | 5     | 0     | 0     | 5              | 1              | 1              | 38     | 4      | 8      |
| Club Totaal | Club Totaal        | Club Totaal        | 28         | 3          | 7          | 5     | 0     | 0     | 5              | 1              | 1              | 38     | 4      | 8      |
| 2008/09     | Tottenham Hotspur  | Premier League     | 6          | 0          | 0          | 2     | 0     | 0     | 4              | 1              | 0              | 12     | 1      | 0      |
| Club Totaal | Club Totaal        | Club Totaal        | 6          | 0          | 0          | 2     | 0     | 0     | 4              | 1              | 0              | 12     | 1      | 0      |
| 2008/09     | → Ipswich Town     | EFL Championship   | 8          | 4          | 1          | 0     | 0     | 0     | —              | —              | —              | 8      | 4      | 1      |
| Club Totaal | Club Totaal        | Club Totaal        | 8          | 4          | 1          | 0     | 0     | 0     | 0              | 0              | 0              | 8      | 4      | 1      |
| 2009/10     | Tottenham Hotspur  | Premier League     | 1          | 0          | 0          | 2     | 0     | 0     | —              | —              | —              | 3      | 0      | 0      |
| Club Totaal | Club Totaal        | Club Totaal        | 7          | 0          | 0          | 4     | 0     | 0     | 4              | 1              | 0              | 15     | 1      | 0      |
| 2009/10     | → Galatasaray      | Süper Lig          | 14         | 0          | 3          | 2     | 0     | 0     | 2              | 0              | 0              | 18     | 0      | 3      |
| Club Totaal | Club Totaal        | Club Totaal        | 14         | 0          | 3          | 2     | 0     | 0     | 2              | 0              | 0              | 18     | 0      | 3      |
| 2010/11     | Tottenham Hotspur  | Premier League     | 3          | 0          | 0          | 1     | 0     | 0     | 1              | 0              | 0              | 5      | 0      | 0      |
| Club Totaal | Club Totaal        | Club Totaal        | 10         | 0          | 0          | 5     | 0     | 0     | 5              | 1              | 0              | 20     | 1      | 0      |
| 2010/11     | → Racing Santander | Primera División   | 16         | 5          | 3          | 0     | 0     | 0     | —              | —              | —              | 16     | 5      | 3      |
| Club Totaal | Club Totaal        | Club Totaal        | 16         | 5          | 3          | 0     | 0     | 0     | 0              | 0              | 0              | 16     | 5      | 3      |
| 2011/12     | Tottenham Hotspur  | Premier League     | 7          | 0          | 0          | 2     | 1     | 1     | 4              | 1              | 2              | 13     | 2      | 3      |
| Club Totaal | Club Totaal        | Club Totaal        | 17         | 0          | 0          | 7     | 1     | 1     | 9              | 2              | 2              | 33     | 3      | 3      |
| 2012/13     | RCD Mallorca       | Primera División   | 29         | 6          | 7          | 3     | 0     | 0     | —              | —              | —              | 32     | 6      | 7      |
| Club Totaal | Club Totaal        | Club Totaal        | 29         | 6          | 7          | 3     | 0     | 0     | 0              | 0              | 0              | 32     | 6      | 7      |
| 2013/14     | Villareal CF       | Primera División   | 31         | 11         | 8          | 3     | 1     | 0     | —              | —              | —              | 34     | 12     | 8      |
| 2014/15     | Villareal CF       | Primera División   | 26         | 1          | 3          | 7     | 1     | 1     | 7              | 4              | 3              | 40     | 6      | 7      |
| Club Totaal | Club Totaal        | Club Totaal        | 57         | 12         | 11         | 10    | 2     | 1     | 7              | 4              | 3              | 74     | 18     | 15     |
| 2015        | LA Galaxy          | MLS                | 11         | 3          | 5          | 0     | 0     | 0     | —              | —              | —              | 11     | 3      | 5      |
| 2016        | LA Galaxy          | MLS                | 31         | 14         | 5          | 2     | 1     | 1     | 4              | 1              | 2              | 37     | 16     | 8      |
| 2017        | LA Galaxy          | MLS                | 25         | 6          | 3          | 1     | 0     | 1     | —              | —              | —              | 26     | 6      | 4      |
| 2018        | LA Galaxy          | MLS                | 14         | 3          | 2          | 0     | 0     | 0     | —              | —              | —              | 14     | 3      | 2      |
| Club Totaal | Club Totaal        | Club Totaal        | 81         | 26         | 15         | 3     | 1     | 2     | 4              | 1              | 2              | 88     | 28     | 19     |
| 2019/20     | Club América       | Primera División   | 21         | 2          | 2          | 0     | 0     | 0     | 3              | 0              | 0              | 24     | 2      | 2      |
| 2020/21     | Club América       | Primera División   | 18         | 2          | 0          | 0     | 0     | 0     | 0              | 0              | 0              | 18     | 2      | 0      |
| Club Totaal | Club Totaal        | Club Totaal        | 39         | 4          | 2          | 0     | 0     | 0     | 3              | 0              | 0              | 42     | 4      | 2      |
| TOTAAL      | TOTAAL             | TOTAAL             | 316        | 66         | 49         | 30    | 4     | 4     | 30             | 8              | 8              | 376    | 78     | 61     |

## Interlandcarrière
Mexico onder 17
Dos Santos won in oktober 2005 met Mexico het WK onder 17 jaar in Peru. De aanvaller ontving de Zilveren Bal als beste speler van het toernooi na de Braziliaan Anderson. Op het WK vormde Dos Santos samen met topschutter Carlos Vela (vijf goals) het spitsenduo bij Mexico. Dos Santos scoorde zelf niet, maar hij was wel goed voor diverse assists. Op weg naar de finale versloeg Los Tricolores Uruguay (2-0), Australië (3-0), Costa Rica (3-1) en Nederland (4-0). In de eindstrijd, gehouden in Estadio Nacional van Lima voor 40.000 toeschouwers, won Mexico met 3-0 van Brazilië, dat daarmee onttroond werd als wereldkampioen. Dos Santos gaf na een halfuur voor op Carlos Vela, die vervolgens de 1-0 binnenkopte. Omar Esparza en Ever Guzmán bepaalden daarna de eindstand op 3-0.
Mexico onder 20
In 2007 nam Dos Santos deel aan het WK onder 20 jaar in Canada. Hij maakte tegen zowel Gambia (3-0) als Portugal (2-1) in de groepsfase als in de achtste finale tegen Congo (3-0) het openingsdoelpunt voor Mexico. Zijn eerste goal was een volley van afstand, de andere twee doelpunten maakte Dos Santos vanaf de strafschopstip. De Tricolores werden in de kwartfinale uitgeschakeld door de latere kampioen Argentinië (0-1). Uiteindelijk ontving Dos Santos de Bronzen Bal als derde beste speler van het toernooi.
Olympische Spelen
Dos Santos nam met het Mexicaans olympisch voetbalelftal onder leiding van bondscoach Luis Fernando Tena deel aan de Olympische Spelen van 2012 in Londen. In de finale won hij met het elftal de gouden medaille door Brazilië met 2-1 te verslaan.
Mexico
Op 9 september 2007 leek Dos Santos te debuteren voor het Mexicaans nationaal elftal in een oefenwedstrijd tegen Panama. Bondscoach Hugo Sánchez liet hem in de basis starten, maar de wedstrijd werd vanwege hevige regen al in de rust gestaakt. Vier dagen later maakte hij zijn officiële debuut tijdens een vriendschappelijke interland tegen Brazilië.
In de zomer van 2009 won hij met Mexico de Gold Cup. Hij werd daarnaast verkozen tot de beste speler van het toernooi. In 2010 nam hij met Mexico deel aan het Wereldkampioenschap voetbal 2010 in Zuid-Afrika, waar het elftal strandde in de achtste finale tegen Argentinië . In 2013 werd hij opgenomen in de selectie voor de FIFA Confederations Cup. In de groepsfase werden de wedstrijden tegen Brazilië en Italië verloren, waardoor Mexico uitgeschakeld werd. De laatste groepswedstrijd, tegen Japan, werd wel gewonnen. Bondscoach Miguel Herrera nam Dos Santos in mei 2014 op in de selectie voor het wereldkampioenschap voetbal 2014 in Brazilië, waar hij in de Achtste Finale werd uitgeschakeld door Nederland. Wel maakte hij de 0-1 in deze wedstrijd.
| Interlands van Giovani dos Santos voor Mexico | Interlands van Giovani dos Santos voor Mexico | Interlands van Giovani dos Santos voor Mexico | Interlands van Giovani dos Santos voor Mexico | Interlands van Giovani dos Santos voor Mexico | Interlands van Giovani dos Santos voor Mexico | Interlands van Giovani dos Santos voor Mexico |
| №                                             | Datum                                         | Wedstrijd                                     | Uitslag                                       | Soort wedstrijd                               | Doelpunten                                    |                                               |
| Als speler bij FC Barcelona                   | Als speler bij FC Barcelona                   | Als speler bij FC Barcelona                   | Als speler bij FC Barcelona                   | Als speler bij FC Barcelona                   | Als speler bij FC Barcelona                   | Als speler bij FC Barcelona                   |
| --------------------------------------------- | --------------------------------------------- | --------------------------------------------- | --------------------------------------------- | --------------------------------------------- | --------------------------------------------- | --------------------------------------------- |
| 1.                                            | 9 september 2007                              | Mexico - Panama                               | 1 – 0                                         | Vriendschappelijk                             | 0                                             |                                               |
| 2.                                            | 13 september 2007                             | Brazilië – Mexico                             | 3 – 1                                         | Vriendschappelijk                             | 0                                             |                                               |
| 3.                                            | 14 oktober 2007                               | Mexico – Nigeria                              | 2 – 2                                         | Vriendschappelijk                             | 0                                             |                                               |
| 4.                                            | 17 oktober 2007                               | Mexico – Guatemala                            | 2 – 3                                         | Vriendschappelijk                             | 0                                             |                                               |
| 5.                                            | 7 februari 2008                               | Verenigde Staten – Mexico                     | 2 – 2                                         | Vriendschappelijk                             | 0                                             |                                               |
| Als speler bij Tottenham Hotspur FC           |                                               |                                               |                                               |                                               |                                               |                                               |
| 6.                                            | 20 augustus 2008                              | Mexico – Honduras                             | 2 – 1                                         | Kwalificatie WK 2010                          | 0                                             |                                               |
| 7.                                            | 6 september 2008                              | Mexico – Jamaica                              | 3 – 0                                         | Kwalificatie WK 2010                          | 0                                             |                                               |
| 8.                                            | 10 september 2008                             | Mexico – Canada                               | 2 – 1                                         | Kwalificatie WK 2010                          | 0                                             |                                               |
| 9.                                            | 11 oktober 2008                               | Jamaica – Mexico                              | 1 – 0                                         | Kwalificatie WK 2010                          | 0                                             |                                               |
| 10.                                           | 15 oktober 2008                               | Canada – Mexico                               | 2 – 2                                         | Kwalificatie WK 2010                          | 0                                             |                                               |
| 11.                                           | 11 februari 2009                              | Verenigde Staten – Mexico                     | 2 – 0                                         | Kwalificatie WK 2010                          | 0                                             |                                               |
| 12.                                           | 10 juni 2009                                  | Mexico – Trinidad en Tobago                   | 2 – 1                                         | Kwalificatie WK 2010                          | 0                                             |                                               |
| 13.                                           | 24 juni 2009                                  | Mexico – Venezuela                            | 4 – 0                                         | Vriendschappelijk                             | 2                                             |                                               |
| 14.                                           | 5 juli 2009                                   | Nicaragua – Mexico                            | 0 – 2                                         | CONCACAF Gold Cup                             | 0                                             |                                               |
| 15.                                           | 9 juli 2009                                   | Mexico – Panama                               | 1 – 1                                         | CONCACAF Gold Cup                             | 0                                             |                                               |
| 16.                                           | 12 juli 2009                                  | Mexico – Guadeloupe                           | 2 – 0                                         | CONCACAF Gold Cup                             | 0                                             |                                               |
| 17.                                           | 19 juli 2009                                  | Mexico – Haïti                                | 4 – 0                                         | CONCACAF Gold Cup                             | 1                                             |                                               |
| 18.                                           | 23 juli 2009                                  | Costa Rica – Mexico                           | 1 – 1                                         | CONCACAF Gold Cup                             | 0                                             |                                               |
| 19.                                           | 26 juli 2009                                  | Verenigde Staten – Mexico                     | 0 – 5                                         | CONCACAF Gold Cup                             | 1                                             |                                               |
| 20.                                           | 12 augustus 2009                              | Mexico – Verenigde Staten                     | 2 – 1                                         | Kwalificatie WK 2010                          | 0                                             |                                               |
| 21.                                           | 5 september 2009                              | Costa Rica – Mexico                           | 0 – 3                                         | Kwalificatie WK 2010                          | 1                                             |                                               |
| 22.                                           | 9 september 2009                              | Mexico – Honduras                             | 1 – 0                                         | Kwalificatie WK 2010                          | 0                                             |                                               |
| 23.                                           | 3 maart 2010                                  | Nieuw-Zeeland – Mexico                        | 0 – 2                                         | Vriendschappelijk                             | 0                                             |                                               |
| 24.                                           | 24 mei 2010                                   | Engeland – Mexico                             | 3 – 1                                         | Vriendschappelijk                             | 0                                             |                                               |
| 25.                                           | 26 mei 2010                                   | Nederland – Mexico                            | 2 – 1                                         | Vriendschappelijk                             | 0                                             |                                               |
| 26.                                           | 3 juni 2010                                   | Italië – Mexico                               | 1 – 2                                         | Vriendschappelijk                             | 0                                             |                                               |
| 27.                                           | 11 juni 2010                                  | Zuid-Afrika – Mexico                          | 1 – 1                                         | WK 2010                                       | 0                                             |                                               |
| 28.                                           | 17 juni 2010                                  | Frankrijk – Mexico                            | 0 – 2                                         | WK 2010                                       | 0                                             |                                               |
| 29.                                           | 22 juni 2010                                  | Mexico – Uruguay                              | 0 – 1                                         | WK 2010                                       | 0                                             |                                               |
| 30.                                           | 27 juni 2010                                  | Argentinië – Mexico                           | 3 – 1                                         | WK 2010                                       | 0                                             |                                               |
| 31.                                           | 11 augustus 2010                              | Mexico – Spanje                               | 1 – 1                                         | Vriendschappelijk                             | 0                                             |                                               |
| 32.                                           | 4 september 2010                              | Mexico – Ecuador                              | 1 – 2                                         | Vriendschappelijk                             | 0                                             |                                               |
| 33.                                           | 7 september 2010                              | Mexico – Colombia                             | 1 – 0                                         | Vriendschappelijk                             | 0                                             |                                               |
| 34.                                           | 12 oktober 2010                               | Mexico – Venezuela                            | 2 – 2                                         | Vriendschappelijk                             | 1                                             |                                               |
| 35.                                           | 9 februari 2011                               | Mexico – Bosnië en Herzegovina                | 2 – 0                                         | Vriendschappelijk                             | 0                                             |                                               |
| 36.                                           | 26 maart 2011                                 | Mexico – Paraguay                             | 3 – 1                                         | Vriendschappelijk                             | 0                                             |                                               |
| 37.                                           | 29 maart 2011                                 | Mexico – Venezuela                            | 1 – 1                                         | Vriendschappelijk                             | 0                                             |                                               |
| 38.                                           | 28 mei 2011                                   | Mexico – Ecuador                              | 1 – 1                                         | Vriendschappelijk                             | 0                                             |                                               |
| 39.                                           | 1 juni 2011                                   | Mexico – Nieuw-Zeeland                        | 3 – 0                                         | Vriendschappelijk                             | 2                                             |                                               |
| 40.                                           | 5 juni 2011                                   | Mexico – El Salvador                          | 5 – 0                                         | CONCACAF Gold Cup                             | 0                                             |                                               |
| 41.                                           | 9 juni 2011                                   | Cuba – Mexico                                 | 0 – 5                                         | CONCACAF Gold Cup                             | 2                                             |                                               |
| 42.                                           | 12 juni 2011                                  | Mexico – Costa Rica                           | 4 – 1                                         | CONCACAF Gold Cup                             | 0                                             |                                               |
| 43.                                           | 18 juni 2011                                  | Mexico – Guatemala                            | 2 – 1                                         | CONCACAF Gold Cup                             | 0                                             |                                               |
| 44.                                           | 22 juni 2011                                  | Honduras – Mexico                             | 0 – 2                                         | CONCACAF Gold Cup                             | 0                                             |                                               |
| 45.                                           | 25 juni 2011                                  | Verenigde Staten – Mexico                     | 2 – 4                                         | CONCACAF Gold Cup                             | 1                                             |                                               |
| 46.                                           | 4 juli 2011                                   | Chili – Mexico                                | 2 – 1                                         | Copa América                                  | 0                                             |                                               |
| 47.                                           | 8 juli 2011                                   | Peru – Mexico                                 | 1 – 0                                         | Copa América                                  | 0                                             |                                               |
| 48.                                           | 12 juli 2011                                  | Uruguay – Mexico                              | 1 – 0                                         | Copa América                                  | 0                                             |                                               |
| 49.                                           | 10 augustus 2011                              | Verenigde Staten – Mexico                     | 1 – 1                                         | Vriendschappelijk                             | 0                                             |                                               |
| 50.                                           | 2 september 2011                              | Polen – Mexico                                | 1 – 1                                         | Vriendschappelijk                             | 0                                             |                                               |
| 51.                                           | 4 september 2011                              | Mexico – Chili                                | 1 – 0                                         | Vriendschappelijk                             | 0                                             |                                               |
| 52.                                           | 12 oktober 2011                               | Mexico – Brazilië                             | 1 – 2                                         | Vriendschappelijk                             | 0                                             |                                               |
| 53.                                           | 11 november 2011                              | Mexico – Servië                               | 2 – 0                                         | Vriendschappelijk                             | 0                                             |                                               |
| 54.                                           | 1 maart 2012                                  | Mexico – Colombia                             | 0 – 2                                         | Vriendschappelijk                             | 0                                             |                                               |
| 55.                                           | 27 mei 2012                                   | Wales – Mexico                                | 0 – 2                                         | Vriendschappelijk                             | 0                                             |                                               |
| 56.                                           | 31 mei 2012                                   | Mexico – Bosnië en Herzegovina                | 2 – 1                                         | Vriendschappelijk                             | 1                                             |                                               |
| 57.                                           | 3 juni 2012                                   | Brazilië – Mexico                             | 0 – 2                                         | Vriendschappelijk                             | 1                                             |                                               |
| 58.                                           | 8 juni 2012                                   | Mexico – Guyana                               | 3 – 1                                         | Kwalificatie WK 2014                          | 1                                             |                                               |
| 59.                                           | 12 juni 2012                                  | El Salvador – Mexico                          | 1 – 2                                         | Kwalificatie WK 2014                          | 0                                             |                                               |
| Als speler bij RCD Mallorca                   |                                               |                                               |                                               |                                               |                                               |                                               |
| 60.                                           | 6 februari 2013                               | Mexico – Jamaica                              | 0 – 0                                         | Kwalificatie WK 2014                          | 0                                             |                                               |
| 61.                                           | 22 maart 2013                                 | Honduras – Mexico                             | 2 – 2                                         | Kwalificatie WK 2014                          | 0                                             |                                               |
| 62.                                           | 26 maart 2013                                 | Mexico – Verenigde Staten                     | 0 – 0                                         | Kwalificatie WK 2014                          | 0                                             |                                               |
| 63.                                           | 4 juni 2013                                   | Jamaica – Mexico                              | 0 – 1                                         | Kwalificatie WK 2014                          | 0                                             |                                               |
| 64.                                           | 7 juni 2013                                   | Panama – Mexico                               | 0 – 0                                         | Kwalificatie WK 2014                          | 0                                             |                                               |
| 65.                                           | 11 juni 2013                                  | Mexico – Costa Rica                           | 0 – 0                                         | Kwalificatie WK 2014                          | 0                                             |                                               |
| 66.                                           | 16 juni 2013                                  | Mexico – Italië                               | 1 – 2                                         | Confederations Cup                            | 0                                             |                                               |
| 67.                                           | 19 juni 2013                                  | Brazilië – Mexico                             | 2 – 0                                         | Confederations Cup                            | 0                                             |                                               |
| 68.                                           | 22 juni 2013                                  | Japan – Mexico                                | 1 – 2                                         | Confederations Cup                            | 0                                             |                                               |
| 69.                                           | 14 augustus 2013                              | Mexico – Ivoorkust                            | 4 – 1                                         | Vriendschappelijk                             | 0                                             |                                               |
| Als speler bij Villarreal CF                  |                                               |                                               |                                               |                                               |                                               |                                               |
| 70.                                           | 6 september 2013                              | Mexico – Honduras                             | 1 – 2                                         | Kwalificatie WK 2014                          | 0                                             |                                               |
| 71.                                           | 10 september 2013                             | Verenigde Staten – Mexico                     | 2 – 0                                         | Kwalificatie WK 2014                          | 0                                             |                                               |
| 72.                                           | 11 oktober 2013                               | Mexico – Panama                               | 2 – 1                                         | Kwalificatie WK 2014                          | 0                                             |                                               |
| 73.                                           | 15 oktober 2013                               | Costa Rica – Mexico                           | 2 – 1                                         | Kwalificatie WK 2014                          | 0                                             |                                               |
| 74.                                           | 31 mei 2014                                   | Mexico – Ecuador                              | 3 – 1                                         | Vriendschappelijk                             | 0                                             |                                               |
| 75.                                           | 3 juni 2014                                   | Mexico – Bosnië en Herzegovina                | 0 – 1                                         | Vriendschappelijk                             | 0                                             |                                               |
| 76.                                           | 6 juni 2014                                   | Mexico – Portugal                             | 0 – 1                                         | Vriendschappelijk                             | 0                                             |                                               |
| 77.                                           | 13 juni 2014                                  | Mexico – Kameroen                             | 1 – 0                                         | WK 2014                                       | 0                                             |                                               |
| 78.                                           | 17 juni 2014                                  | Brazilië – Mexico                             | 0 – 0                                         | WK 2014                                       | 0                                             |                                               |
| 79.                                           | 23 juni 2014                                  | Kroatië – Mexico                              | 1 – 3                                         | WK 2014                                       | 0                                             |                                               |
| 80.                                           | 29 juni 2014                                  | Nederland – Mexico                            | 2 – 1                                         | WK 2014                                       | 1                                             |                                               |
| 81.                                           | 12 november 2014                              | Nederland – Mexico                            | 2 – 3                                         | Vriendschappelijk                             | 0                                             |                                               |
| 82.                                           | 18 november 2014                              | Oostenrijk – Mexico                           | 3 – 2                                         | Vriendschappelijk                             | 0                                             |                                               |
| 83.                                           | 29 maart 2015                                 | Ecuador – Mexico                              | 0 – 1                                         | Vriendschappelijk                             | 0                                             |                                               |
| 84.                                           | 1 april 2015                                  | Paraguay – Mexico                             | 0 – 1                                         | Vriendschappelijk                             | 0                                             |                                               |
| 85.                                           | 27 juni 2015                                  | Costa Rica – Mexico                           | 2 – 2                                         | Vriendschappelijk                             | 1                                             |                                               |
| 86.                                           | 1 juli 2015                                   | Honduras – Mexico                             | 0 – 0                                         | Vriendschappelijk                             | 0                                             |                                               |
| 87.                                           | 10 juli 2015                                  | Cuba – Mexico                                 | 0 – 6                                         | Gold Cup 2015                                 | 1                                             |                                               |
| 88.                                           | 13 juli 2015                                  | Guatemala – Mexico                            | 0 – 0                                         | Gold Cup 2015                                 | 0                                             |                                               |
| Als speler bij LA Galaxy                      |                                               |                                               |                                               |                                               |                                               |                                               |
| 89.                                           | 16 juli 2015                                  | Trinidad en Tobago – Mexico                   | 4 – 4                                         | Gold Cup 2015                                 | 0                                             |                                               |
| 90.                                           | 19 juli 2015                                  | Mexico - Costa Rica                           | 1 – 0                                         | Gold Cup 2015                                 | 0                                             |                                               |
| 91.                                           | 22 juli 2015                                  | Panama - Mexico                               | 1 – 2                                         | Gold Cup 2015                                 | 0                                             |                                               |

Bijgewerkt op 22 juli 2015.

## Erelijst
| Competitie            |        |                  |        |        |
| Competitie            | Aantal | Jaren            |        |        |
| Mexico                | Mexico | Mexico           | Mexico | Mexico |
| --------------------- | ------ | ---------------- | ------ | ------ |
| CONCACAF Gold Cup     | 3x     | 2009, 2011, 2015 |        |        |
| Olympisch team Mexico |        |                  |        |        |
| Olympisch kampioen    | 1x     | 2012             |        |        |
| Mexico -17            |        |                  |        |        |
| Wereldkampioen -17    | 1x     | 2005             |        |        |